# ステファン・グラビンスキ
ステファン・グラビンスキ（波：Stefan Grabiński、1887年2月26日 - 1936年11月12日）はポーランド文学史上ほぼ唯一の恐怖小説ジャンルの古典的作家。近年、国内外で再評価が進み「ポーランドのポー」「ポーランドのラヴクラフト」として知られる。

## 経歴
1887年、オーストリア=ハンガリー帝国領ガリツィア・ロドメリア王国のカミョンカ・ストルミウォーヴァ（英語: Kamianka-Buzka）に生まれる。1905年に地元の高校を卒業後、ルヴフ大学でポーランド文学と古典文献学を学び、在学中に作家デビューする。卒業後はポーランドのルヴフとプシェムィシルで教師として働いた。1918年に短編集『薔薇の丘』、1919年に連作短編集『動きの悪魔』を発表し注目を浴びる。短編を本領とし、『狂気の巡礼』『不気味な物語』『火の書』『情熱』といった短編集を次々と出版した。1936年に結核で死亡した。

## 作品

### 小説
- Salamandra (Salamander) (1924)
- Cień Bafometa (Shadow of Baphomet) (1926)
- Klasztor i morze (Cloister and Sea) (1928)
- Wyspa Itongo (Itongo Island) (1936)

### 短編集
- Na wgórzu róż (On Rose Hill) (1918)
- Demon ruchu (The Motion Demon) (1919)
邦訳『動きの悪魔』芝田文乃訳、国書刊行会、2015年
- Szalony pątnik (Mad Pilgrim) (1920)
邦訳『狂気の巡礼』芝田文乃訳、国書刊行会、2016年
- Niesamowita opowieść (Incredible Story) (1925)
- Księga ognia (Book of Fire) (1922)
邦訳『火の書』芝田文乃訳、国書刊行会、2017年
- Namiętność (Passion) (1930)

### 戯曲
- Willa nad morzem (Ciemne siły) (Dark Forces)
- Zaduszki (All-Souls' Day)